# Indoxylsulfat
Indoxylsulfat ist eine vom Indol abgeleitete chemische Verbindung, konkret das Sulfat des Indoxyls. Es ist eine wichtige Verbindung im menschlichen Metabolismus, die beim Abbau von Tryptophan entsteht.

## Geschichte
Indoxylsulfat wurde zum ersten Mal 1911 isoliert und damals als Indikan bezeichnet. Schon damals wurde entdeckt, dass bei Patienten mit Nierenerkrankungen in erhöhten Konzentrationen im Blut vorkommt.

## Vorkommen und Entstehung
Indoxylsulfat entsteht aus Tryptophan, welches durch Darmbakterien abgebaut wird. Da Tryptophan überwiegend durch die Einnahme von Proteinen in den menschlichen Körper gelangt, besteht ein Zusammenhang zwischen eingenommener Menge an Proteinen und der Bildung von Indoxylsulfat. Die Bildung von Indoxylsulfat korreliert außerdem deutlich mit der Einnahmemenge von freiem Tryptophan.  Ausgeschieden wird Indoxylsulfat über den Urin. Im Blut liegt Indoxylsulfat zu über 90 % an Plasmaproteine gebunden vor, insbesondere an Albumin.

## Entstehung
Durch Darmbakterien wird aus Tryptophan zunächst mittels Tryptophanase Indol gebildet. In der Leber wird Indol durch die Cytochrom-P450-Isoform CYP2E1 zu Indoxyl oxidiert. Die Sulfatierung zu Indoxylsulfat findet ebenfalls in der Leber statt.

## Klinische Bedeutung
Indoxylsulfat spielt eine wichtige Rolle bei chronischen Nierenleiden. Die Verbindung liegt überwiegend an Plasmaproteine gebunden vor und kann in dieser Form nicht durch Hämodialyse entfernt werden. Eine unzureichende renale Clearance kann also nicht vollständig durch Hämodialyse ausgeglichen werden. Dadurch kommt es bei chronischen Nierenerkrankungen oft zu einer Akkumulation von Indoxylsulfat, welches möglicherweise für zusätzliche Gesundheitsprobleme, beispielsweise Gefäßerkrankungen, verantwortlich ist. Ein Review aus dem Jahr 2013 fasst Studien zu toxikologischen Effekten des Indoxylsulfats zusammen. Diese Effekte betreffen insbesondere die Nieren und die Blutgefäße. Indoxylsulfat eignet als Biomarker für verschiedene Prognosen im Zusammenhang mit chronischen Nierenerkrankungen.